# اچ‌ام‌اس گرافتن (اف۵۱)
اچ‌ام‌اس گرافتن (اف۵۱) (به انگلیسی: HMS Grafton (F51)) یک کشتی بود که طول آن 94.5m بود. این کشتی در سال ۱۹۵۴ ساخته شد.